# Espace perforé antérieur

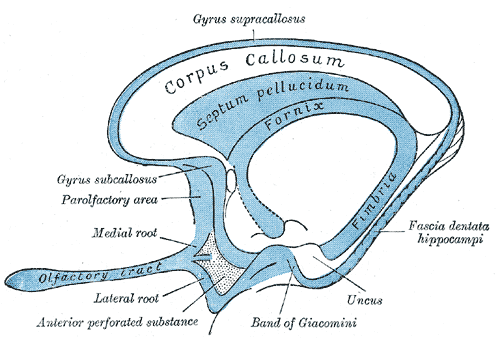
Schéma du rhinencéphale (l'espace perforé antérieur est légendé en bas à gauche)

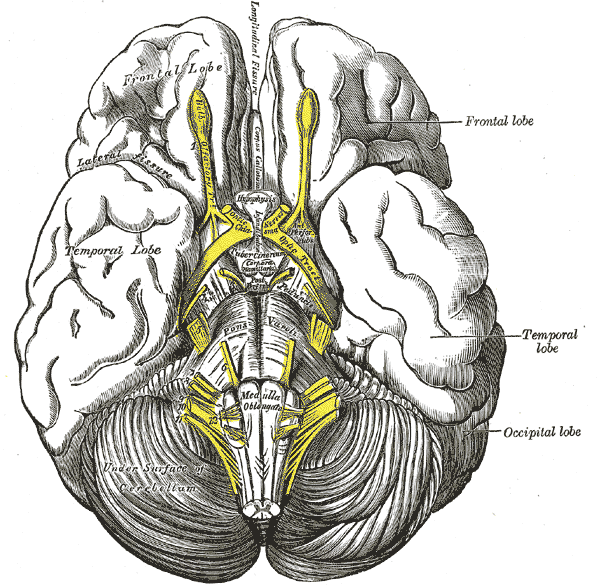
Base du cerveau (espace perforé antérieur est légendé au milieu)

L'espace perforé antérieur ou la substance perforée antérieure (en latin : Substantia perforata anterior) est une partie quadrilatère irrégulière bilatérale en avant des bandelettes optiques (tractus venant du chiasma optique) et en arrière du trigone olfactif (bifurcation des bandelettes venant du bulbe olfactif) ; médialement et en avant, il est en continuité avec le gyrus sub-calleux. Il est délimité latéralement par la branche latérale du tractus olfactif et il se continue vers l'uncus.
Sa substance grise est confluente au-dessus avec celle du striatum (corps strié), et elle est perforée antérieurement par plusieurs petits vaisseaux sanguins qui assurent l'irrigation de certaines zones tel que la capsule interne.

## Galerie

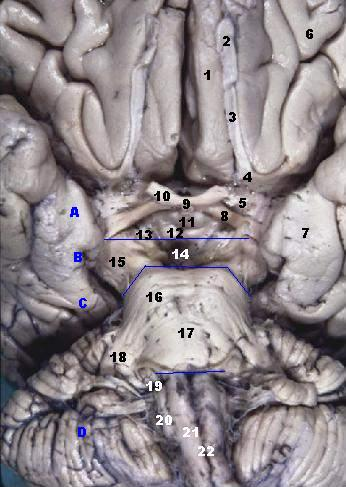
Vue antérieure du tronc cérébral humain.
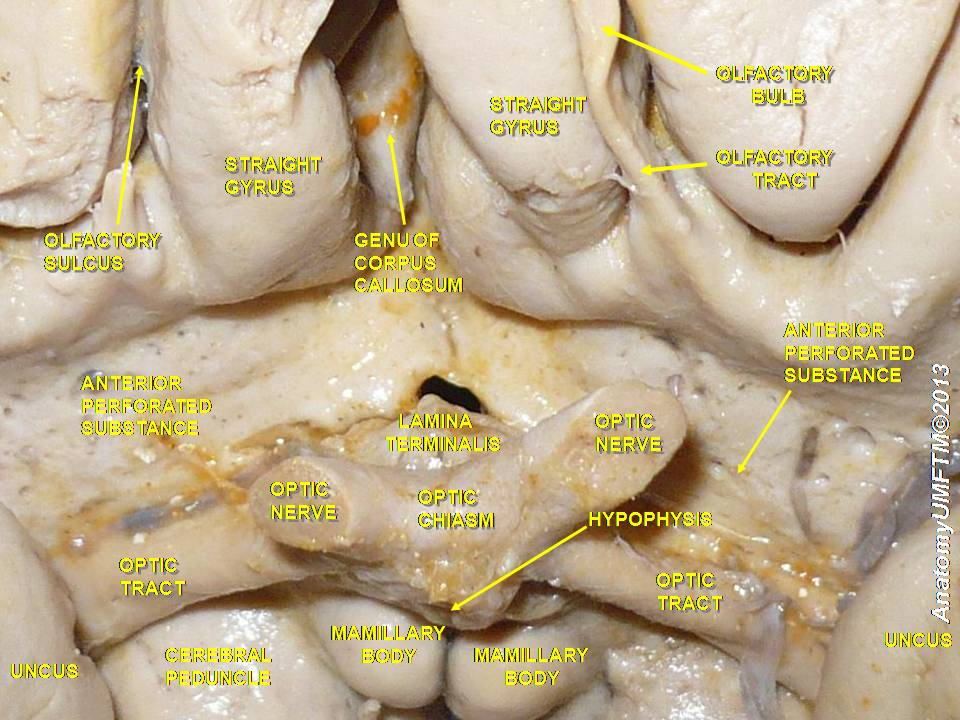
Vue inférieure du cervelet, dissection profonde